# Partidu Unidade Dezenvolvimentu Demokratiku

Flagge der PUDD

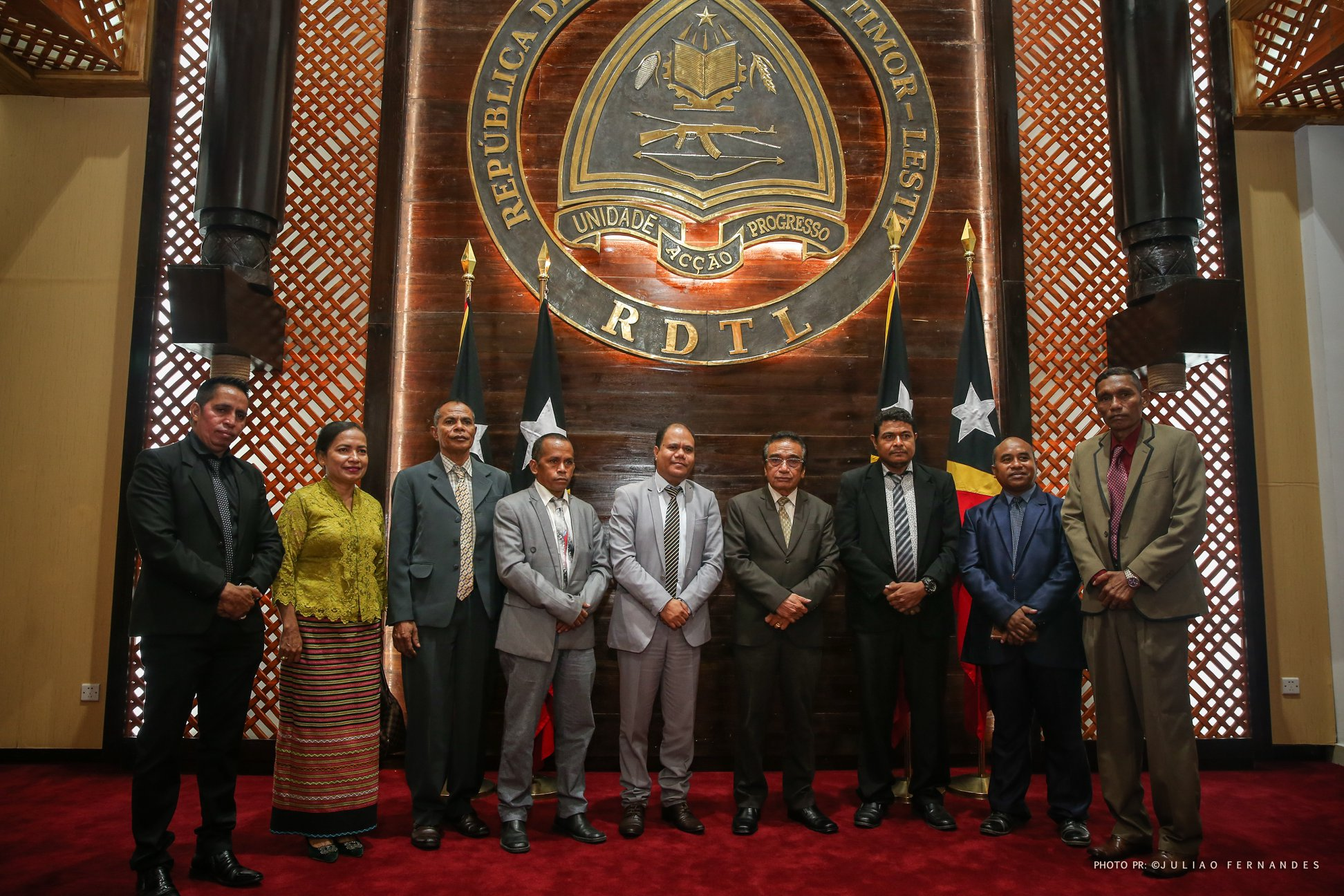
Vertreter der PUDD bei Präsident Francisco Guterres

Die Partidu Unidade Dezenvolvimentu Demokratiku PUDD (deutsch Vereinigte Partei für Entwicklung und Demokratie) ist eine politische Partei in Osttimor. Die Parteizentrale steht in Westbeto/Dili.
Die Jugendorganisation der Partei heißt Assosisaun Juventude Apoiu Dezemvolvimentu AJAD (deutsch Jugendverband zur Unterstützung der Beseitigung der Armut).

## Geschichte

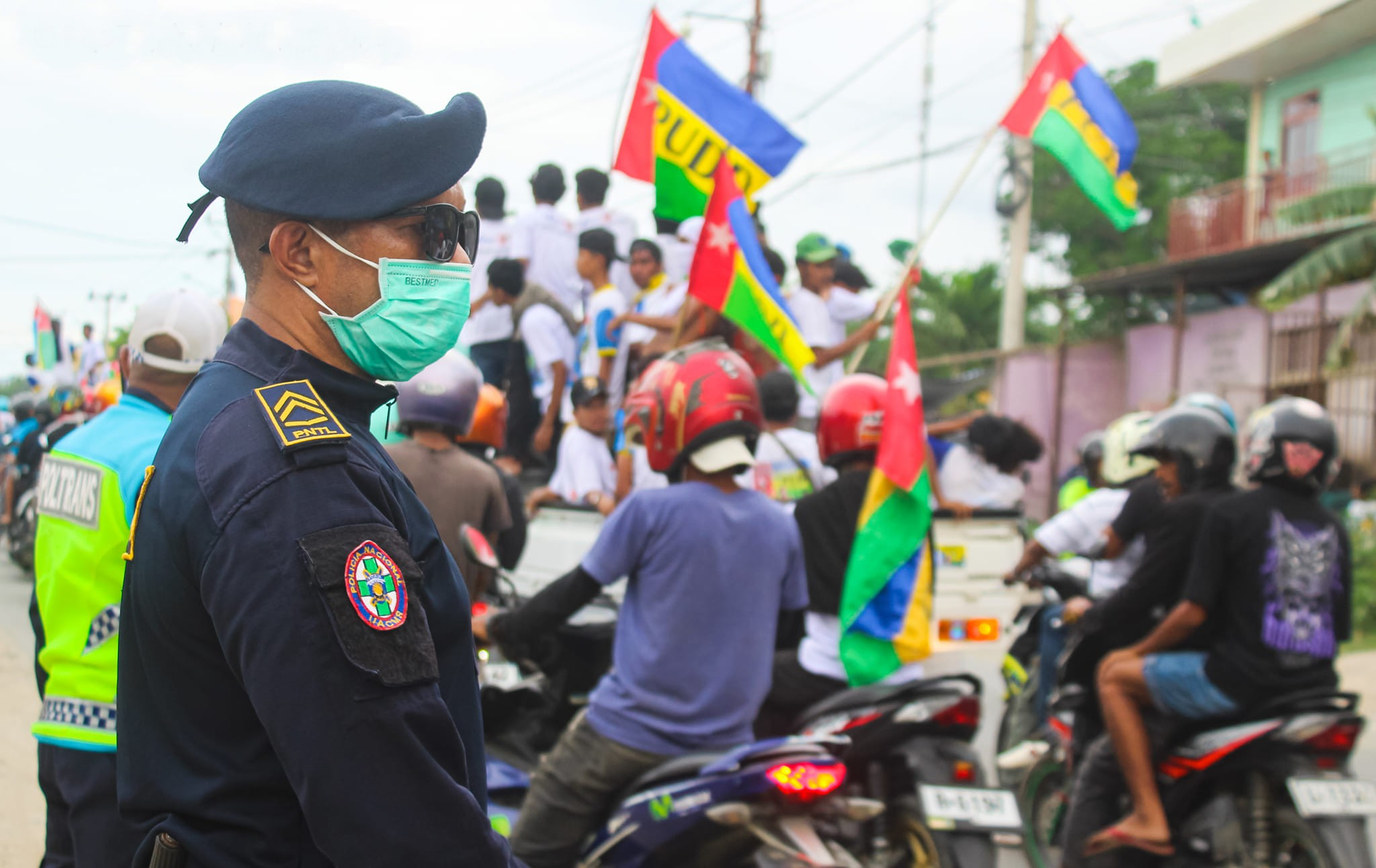
Corso der PUDD in Dili zu den Parlamentswahlen 2023

Die PUDD wurde im August 2015 vom Tribunal de Recurso de Timor-Leste anerkannt, die feierliche Gründung erfolgte am 16. Januar 2016. Der erste Präsident der Partei war Julio da Silva Salsinha, Vizepräsident Silvestre Xavier Sufa.
Bei den Parlamentswahlen 2017 erhielt die PUDD 2,80 % der Stimmen und scheiterte damit an der Vier-Prozent-Hürde. Danach schloss sich die PUDD dem Fórum Demokrátiku Nasionál (FDN) an, trat aber Ende 2017 wieder aus dem Parteienbündnis aus. Dafür wurde die PUDD am 11. Dezember 2017 Mitglied der Frenti Dezenvolvimentu Demokratiku (FDD). António de Sá Benevides, der nun Präsident der PUDD war, wurde auch zum Präsidenten der FDD gewählt.
Mit der FDD gelang der PUDD bei den vorgezogenen Neuwahlen 2018 mit einem Stimmanteil von 5,5 % (34.301 Stimmen) der Einzug in das Nationalparlament. Sie stellt nun mit António de Sá Benevides einen Abgeordneten. Die FDD zerbrach aber bereits nach der Wahl des Parlamentspräsidiums.
Am 22. Februar 2020 unterzeichneten CNRT, KHUNTO, PD, UDT, FM und PUDD eine Koalitionsvereinbarung zur Bildung einer neuen Regierung. Präsident Guterres beantwortete aber den Vorschlag der Allianz nicht, Xanana Gusmão zum Premierminister zu ernennen. Ende April zerbrach mit Austritt der KHUNTO das Bündnis wieder.
Nachdem Benevides 2021 ernsthaft erkrankte, übernahm Sufa geschäftsführend den Parteivorsitz. Benevides blieb weiter Abgeordneter der PUDD im Nationalparlament. In einer parteiinternen Abstimmung unterlag er Martinho Gusmão beim Entscheid, wen die Partei als Kandidaten bei den Präsidentschaftswahlen in Osttimor 2022 unterstützen soll. Gusmão erhielt alle 220 Stimmen der Delegierten. Den Vizevorsitz der Partei erhielt Antonio Rangel (Ato), Generalsekretär Aleixo de Carvalho Ximenes Monteiro (Abansa).
Bei den Parlamentswahlen 2023 scheiterte die PUDD an der Vier-Prozent-Hürde, mit 3,13 % (21.647 Stimmen). Der ehemalige Parteichef Benevides trat für die Associação Popular Monarquia Timorense (APMT) an, die allerdings ebenfalls unter vier Prozent blieb.